# Liste der Brücken über die Seez
Die Liste der Brücken über die Seez enthält die Seez-Brücken von der Quelle beim Foowäldli im Weisstannental bis zur Mündung in den Walensee bei Walenstadt.

## Brückenliste
51 Brücken führen über den Fluss: 39 Strassenbrücken, 10 Fussgängerbrücken, eine Eisenbahnbrücke und ein Rohrbrücke.

### Weisstannental
24 Brücken überspannen den Fluss in Weisstannen und Schwendi im Weisstannental.
| Bild | Name                                      | Ort                        | Lage               | Funktion                                                                      | Konstruktion      | Material | Länge in m | Höhe m ü. M. | Bemerkungen |
| ---- | ----------------------------------------- | -------------------------- | ------------------ | ----------------------------------------------------------------------------- | ----------------- | -------- | ---------- | ------------ | --- |
|      | Unbenannte Brücke                         | Weisstannen                | 46.965083 9.269716 | Fahrwegbrücke                                                                 | Balkenbrücke      | Beton    | 10         | 1355         | |
|      | Alpenstrasse-Brücke                       | Weisstannen                | 46.969541 9.274653 | Strassenbrücke (einspurig)                                                    | Balkenbrücke      | Holz     | 10         | 1326         | Höchstgeschwindigkeit 80 km/h |
|      | Schwammbodenstrasse-Brücke                | Weisstannen                | 46.97249 9.2791    | Fahrwegbrücke                                                                 | Balkenbrücke      | Holz     | 10         | 1286         | |
|      | Alpenstrasse-Brücke                       | Weisstannen                | 46.97624 9.30257   | Strassenbrücke (zweispurig) mit Rohrleitungen an der bergseitigen Brückenwand | Stein-Bogenbrücke | Stein    | 12         | 1166         | Schützenswerte Steinbogenbrücke mit Eisenrohrgeländer, gebaut vermutlich um 1873 zur Zeit des Baus der Strasse. Höchstgeschwindigkeit 80 km/h Wanderland-Route 1 Via Alpina (Etappe 3 Weisstannen–Elm)   |
|      | Alpenstrasse-Brücke                       | Weisstannen                | 46.98477 9.31805   | Strassenbrücke (zweispurig)                                                   | Stein-Bogenbrücke | Stein    | 12         | 1060         | Schützenswerte Steinbogenbrücke mit Eisenrohrgeländer, gebaut um 1873 zur Zeit des Baus der Strasse. Höchstgeschwindigkeit 80 km/h BOS-Buslinie 432 ((Sargans) – Mels – Weisstannen)                     |
|      | Hinterlogsweg-Brücke                      | Weisstannen                | 46.986656 9.322063 | Fahrwegbrücke                                                                 | Balkenbrücke      | Beton    | 18         | 1045         | Fahrbahn teilweise mit Gras bedeckt |
|      | Logsweg-Brücke                            | Weisstannen                | 46.98677 9.323745  | Fahrwegbrücke                                                                 | Balkenbrücke      | Beton    | 14         | 1040         | Fahrbahn teilweise mit Gras bedeckt Wanderland-Route 1 Via Alpina (Etappe 3 Weisstannen–Elm) |
|      | Unbenannte Brücke                         | Weisstannen                | 46.98676 9.32569   | Fahrwegbrücke                                                                 | Balkenbrücke      | Beton    | 18         | 1032         | Fahrbahn teilweise mit Gras bedeckt |
|      | Unbenannte Brücke                         | Weisstannen                | 46.98714 9.32705   | Fahrwegbrücke                                                                 | Balkenbrücke      | Beton    | 15         | 1025         | Fahrbahn teilweise mit Gras bedeckt |
|      | Unbenannter Steg                          | Weisstannen                | 46.98799 9.33074   | Fussgängerbrücke mit Treppe                                                   | Balkenbrücke      | Stahl    | 14         | 1013         | Private Brücke ohne Geländer mit Betonmittelpfeiler und Holzboden Verbot für Fussgänger Übergang ist nicht behindertengerecht.                                                                           |
|      | Unbenannter Steg                          | Weisstannen                | 46.98845 9.33367   | Fussgängerbrücke mit Treppe                                                   | Balkenbrücke      | Stahl    | 12         | 1006         | Private Brücke mit einseitigem Geländer und Holzboden Verbot für Fussgänger Übergang ist nicht behindertengerecht.                                                                                       |
|      | Unbenannter Steg                          | Weisstannen                | 46.98838 9.33674   | Fussgängerbrücke                                                              | Balkenbrücke      | Holz     | 16         | 1001         | Private Brücke mit einseitigem Geländer Verbot für Fussgänger |
|      | Erlen-Brücke (Ringgenbergstrassse)        | Weisstannen                | 46.98897 9.33931   | Fahrwegbrücke                                                                 | Balkenbrücke      | Stahl    | 15         | 997          | Allgemeines Fahrverbot Wanderland-Route 1 Via Alpina (Etappe 3 Weisstannen–Elm) und Route 73 Sardona-Welterbe-Weg (Etappe 3 Spitzmeilenhütte–Weisstannen)                                                |
|      | Kraftwerke Sarganserland Messstation-Steg | Weisstannen                | 46.99206 9.34351   | Werkbrücke                                                                    | Balkenbrücke      | Stahl    | 8          | 980          | Bei der Brücke befindet sich die hydrologische Messstation Nr. 2101 der Kraftwerke Sarganserland. |
|      | Unbenannter Steg                          | Weisstannen                | 46.99319 9.34557   | Fussgängerbrücke                                                              | Balkenbrücke      | Stahl    | 15         | 971          | |
|      | Höfli-Brücke (Windeggstrasse)             | Weisstannen                | 46.99376 9.34674   | Fahrwegbrücke                                                                 | Balkenbrücke      | Beton    | 15         | 968          | Wanderweg |
|      | Geissgatlen-Brücke (Weisstannerstrasse)   | Weisstannen                | 46.99626 9.35116   | Strassenbrücke (zweispurig) mit Rohrleitungen an der talseitigen Brückenwand  | Stein-Bogenbrücke | Stein    | 12         | 949          | Schützenswerte Steinbogenbrücke mit Eisenrohrgeländer, gebaut 1874 Höchstgeschwindigkeit 80 km/h BOS-Buslinie 432 ((Sargans) – Mels – Weisstannen) Die Strasse Mels – Weisstannen wurde 1875 eingeweiht. |
|      | Unbenannte Brücke                         | Weisstannen                | 46.99797 9.35286   | Fahrwegbrücke                                                                 | Balkenbrücke      | Holz     | 18         | 940          | Brücke mit Metallgeländer und Kiesfahrbahn Zufahrt zum Gebäude Weisstannerstrasse 207 |
|      | Unbenannte Brücke                         | Schwendi im Weisstannental | 47.00014 9.35499   | Fahrwegbrücke                                                                 | Balkenbrücke      | Holz     | 15         | 932          | Zufahrt zum Gebäude Weisstannerstrasse 195 |
|      | Geiss-Brücke (Geissweg)                   | Schwendi im Weisstannental | 47.00253 9.35761   | Fahrwegbrücke mit Rohrleitung an der talseitigen Brückenwand                  | Balkenbrücke      | Stahl    | 15         | 924          | Die Seezbrücke wird «Geissbrüggli» genannt, weil der Schwendi-Geissler die Brücke benutzte, um mit der Herde die Tagesweide auf dem Gafarrabüel zu erreichen.                                            |
|      | Überwasser-Brücke (Gafarraweg)            | Schwendi im Weisstannental | 47.00601 9.36201   | Fahrwegbrücke                                                                 | Balkenbrücke      | Stein    | 18         | 904          | Gebaut 1925, Fahrbahn teilweise mit Gras bedeckt Wanderland-Route 1 Via Alpina (Etappe 2 Sargans–Weisstannen)                                                                                            |
|      | Mühlebodenbrücke (Weisstannerstrasse)     | Schwendi im Weisstannental | 47.01892 9.37604   | Strassenbrücke (zweispurig)                                                   | Stein-Bogenbrücke | Stein    | 40         | 832          | Historische Natursteinbogenbrücke, gebaut vermutlich um 1873 zur Zeit des Baus der Strasse, saniert und verbreitert 2020 Höchstgeschwindigkeit 80 km/h BOS-Buslinie 432 ((Sargans) – Mels – Weisstannen) |
|      | Mühlebodenstrasse-Brücke                  | Schwendi im Weisstannental | 47.02323 9.37883   | Fahrwegbrücke mit abgetrenntem Trottoir                                       | Balkenbrücke      | Beton    | 15         | 810          | Brücke mit Holzfahrbahn Wanderland-Route 68 WALSA-Weg (Etappe 2 Garschlu–Flumserberg) |
|      | Rohrträger-Brücke                         | Schwendi im Weisstannental | 47.02364 9.37948   | Rohrbrücke                                                                    | Hängebrücke       | Stahl    | 10         | 808          | |

### Seeztal
27 Brücken und Stege überspannen den Fluss in Mels, Flums und Walenstadt.
| Bild | Name                         | Ort              | Lage             | Funktion                                                      | Konstruktion      | Material | Länge in m                           | Höhe m ü. M. | Bemerkungen |
| ---- | ---------------------------- | ---------------- | ---------------- | ------------------------------------------------------------- | ----------------- | -------- | ------------------------------------ | ------------ | --- |
|      | Unbenannte Brücke            | Mels             | 47.03973 9.40015 | Fussgängerbrücke                                              | Balkenbrücke      | Stahl    | 17                                   | 694          | Brücke beim Kraftwerk Tobel Das Kraftwerk Tobel von 1904 wurde 1995/96 komplett erneuert. |
|      | Unbenannter Steg             | Mels             | 47.03937 9.40069 | Fussgängerbrücke                                              | Balkenbrücke      | Stahl    | 11                                   | 692          | Brücke mit Holzboden |
|      | Unbenannter Steg             | Mels             | 47.04335 9.41069 | Fussgängerbrücke                                              | Balkenbrücke      | Stahl    | 17                                   | 525          | Brücke mit Gitterrostboden und Holzgeländer |
|      | Haldenstrasse-Brücke         | Mels             | 47.04489 9.41423 | Strassenbrücke (einspurig)                                    | Balkenbrücke      | Beton    | 15                                   | 503          | Höchstgeschwindigkeit 50 km/h, Höchstgewicht 16 t |
|      | BAFU Messstation-Steg        | Mels             | 47.0466 9.41813  | Fussgängerbrücke mit abschliessbarem Tor                      | Balkenbrücke      | Stahl    | 15                                   | 497          | Bei der Brücke befindet sich die hydrometrische Messstation Seez - Mels (2426) vom Bundesamt für Umwelt (BAFU). |
|      | Schäflibrücke (Dorfbrücke)   | Mels             | 47.04694 9.41833 | Strassenbrücke (zweispurig)                                   | Stein-Bogenbrücke | Stein    | 14                                   | 497          | Schützenswerte Steinbogenbrücke mit Metallgeländer, gebaut 1859, renoviert 1990 Höchstgeschwindigkeit 50 km/h Melser Geoweg Wanderland-Route 1 Via Alpina (Etappe 2 Sargans–Weisstannen) Mountainbikeland-Route 473 Chapfensee Bike (Mels–Mels)                                      |
|      | Glashüttenweg-Brücke         | Mels             | 47.05059 9.41682 | Strassenbrücke (einspurig)                                    | Bogenbrücke       | Beton    | 16                                   | 487          | Höchstgeschwindigkeit 50 km/h |
|      | Runggalinaweg-Brücke         | Mels             | 47.05192 9.41441 | Strassenbrücke (einspurig) und Rohrleitung an der Brückenwand | Balkenbrücke      | Beton    | 18                                   | 485          | Höchstgeschwindigkeit 50 km/h Melser Geoweg Zufahrt zur Lourdes Grotte Runggalina, eingeweiht 1968. |
|      | Plons-Brücke (Tilserstrasse) | Mels-Plons       | 47.05723 9.40131 | Strassenbrücke (einspurig) mit Trottoir                       | Fachwerkbrücke    | Stahl    | 18                                   | 473          | Höchstgeschwindigkeit 60 km/h Mountainbikeland-Route 25 Heidiland Bike (Etappe 2 Walenstadt–Sargans) |
|      | Plonserauweg-Brücke          | Mels-Plons       | 47.05963 9.39685 | Strassenbrücke (einspurig)                                    | Balkenbrücke      | Beton    | 24                                   | 470          | Höchstgeschwindigkeit 60 km/h |
|      | Seezbrücke Sax (Saxweg)      | Mels-Plons       | 47.06392 9.38876 | Strassenbrücke (einspurig)                                    | Stein-Bogenbrücke | Stein    | 12                                   | 464          | Schützenswerte Steinbogenbrücke, gebaut vermutlich 1855–1861 zur Zeit der Seezkorrektion, obwohl sie von der Bauweise her älter sein könnte. Höchstgeschwindigkeit 60 km/h |
|      | Unbenannte Brücke            | Flums            | 47.08074 9.36342 | Strassenbrücke (einspurig)                                    | Fachwerkbrücke    | Stahl    | 17                                   | 448          | Fahrverbot für Motorwagen und Motorräder: Zubringerdienst sowie landwirtschaftlicher Verkehr gestattet Mountainbikeland-Route 473 Chapfensee Bike (Mels–Mels) |
|      | Unterdorfstrasse-Brücke      | Flums            | 47.08902 9.35387 | Strassenbrücke (zweispurig) mit Trottoirs                     | Balkenbrücke      | Beton    | 30                                   | 443          | Höchstgeschwindigkeit 80 km/h |
|      | Bergstrasse-Brücke           | Flums            | 47.09357 9.3505  | Strassenbrücke (zweispurig) mit Trottoirs 78                  | Balkenbrücke      | Beton    | 144 (Hauptbrücke) 155 (Rampenbrücke) | 440          | Gebaut 1969, instand gesetzt 2011–2012 Höchstgeschwindigkeit 60 km/h BOS-Buslinie 442 (Walenstadt – Hafen – Flums) Übergang überquert auch SBB-Geleise, Lokalstrassen und den kleinen Seezkanal. Die Brücke verbindet den A3-Autobahnanschluss mit der Gemeinde Flums.               |
|      | Bahnhofstrasse-Brücke        | Flums            | 47.09566 9.34775 | Strassenbrücke (zweispurig) mit Trottoirs                     | Balkenbrücke      | Beton    | 30                                   | 439          | Höchstgeschwindigkeit 50 km/h PostAuto-Buslinien 440 (Flums – Flumserberg Portels – Flums) und 441 (Sargans – Flums – Flumserberg, Tannenboden (Flumserberg-Linie)) BOS-Buslinie 442 (Walenstadt – Hafen – Flums) Mountainbikeland-Route 478 Alp Fursch Bike (Flums–Flums) Wanderweg |
|      | Industriestrasse-Brücke      | Flums            | 47.0977 9.34507  | Strassenbrücke (zweispurig) mit Trottoirs                     | Balkenbrücke      | Beton    | 18                                   | 437          | Höchstgeschwindigkeit 50 km/h Zufahrt zur Flumroc AG, die Dämmungen aus Steinwolle herstellt. |
|      | Unbenannter Steg             | Flums            | 47.09818 9.34445 | Fussgängerbrücke                                              | Balkenbrücke      | Beton    | 20                                   | 436          | Brücke mit Holz-Gehweg |
|      | Pluderstrasse-Brücke         | Flums – Berschis | 47.10241 9.33822 | Strassenbrücke (zweispurig)                                   | Balkenbrücke      | Beton    | 20                                   | 434          | Höchstgeschwindigkeit 80 km/h Mountainbikeland-Route 25 Heidiland Bike (Etappe 2 Walenstadt–Sargans) und Route 478 Alp Fursch Bike (Flums–Flums) Wanderweg |
|      | Haggenstrasse-Brücke         | Walenstadt       | 47.10608 9.32938 | Strassenbrücke (einspurig)                                    | Balkenbrücke      | Beton    | 30                                   | 431          | Zufahrt zum Steinbruch Fäsch |
|      | Unbenannte Brücke            | Walenstadt       | 47.10843 9.32431 | Fahrwegbrücke (privat)                                        | Fachwerkbrücke    | Stahl    | 18                                   | 430          | Brücke beim Militärschiessplatz Paschga Allgemeines Fahrverbot: Ausgenommen Militär |
|      | Unbenannte Brücke            | Walenstadt       | 47.11122 9.3184  | Fahrwegbrücke (privat)                                        | Balkenbrücke      | Beton    | 25                                   | 430          | Brücke beim Militärschiessplatz Paschga Allgemeines Fahrverbot: Ausgenommen Militär Auf der linken Seite befindet sich das national geschützte Flachmoor Steinacher. |
|      | Haggenrietgasse-Brücke       | Walenstadt       | 47.11275 9.31523 | Strassenbrücke (einspurig)                                    | Balkenbrücke      | Beton    | 20                                   | 425          | Brücke mit Holzgeländer Zufahrt zur militärischen Anlage Äuli Mountainbikeland-Route 25 Heidiland Bike (Etappe 1 Niederurnen (Ziegelbrücke)–Walenstadt) und Route 476 Walensee Bike (Walenstadt–Walenstadt)                                                                          |
|      | Seez-Viadukt (A3 Autobahn)   | Walenstadt       | 47.11453 9.31126 | Autobahnbrücke (vierspurig)                                   | Hohlkastenbrücke  | Beton    | 830                                  | 423          | Gebaut 1982–1986, eröffnet 1987 Höchstgeschwindigkeit 100 km/h |
|      | Spennwiesenstrasse-Brücke    | Walenstadt       | 47.11524 9.30977 | Strassenbrücke (zweispurig)                                   | Balkenbrücke      | Beton    | 20                                   | 422          | |
|      | Unbenannte Brücke            | Walenstadt       | 47.11775 9.30428 | Fahrwegbrücke                                                 | Balkenbrücke      | Beton    | 20                                   | 421          | |
|      | SBB-Brücke                   | Walenstadt       | 47.11785 9.30409 | Eisenbahnbrücke (zweigleisig)                                 | Balkenbrücke      | Beton    | 25                                   | 421          | Höchstgeschwindigkeit 115 km/h Bahnstrecke Ziegelbrücke–Chur |
|      | Walenseestrasse-Brücke       | Walenstadt       | 47.11791 9.30394 | Strassenbrücke (zweispurig) mit abgetrenntem Trottoir         | Balkenbrücke      | Beton    | 25                                   | 421          | Höchstgeschwindigkeit 80 km/h BOS-Buslinie 444 (Walenstadt – Unterterzen – Murg) Veloland-Route 9 Seen-Route (Etappe 9 Niederurnen–Buchs (SG)) Mountainbikeland-Route 476 Walensee Bike (Walenstadt–Walenstadt) Skatingland-Route 59 Heidiland Skate (Landquart–Mühlehorn)           |